# Пиратская партия (Исландия)
Пиратская партия (исл. Píratar) — исландская пиратская партия. Партия была основана 24 ноября 2012 года бывшим членом партии «Движение» Биргиттой Йоунсдоуттир совместно с другими известными интернет-активистами Исландии, включая анархиста Смаури Маккарти.
По результатам парламентских выборов 2013 года мандаты получили Биргитта Йоунсдоуттир, Йоун Тоур Оулафссон и Хельги Храбн Гюннарссон.
| Год  | Голоса | Доля, % | Количество мест | +/-   | Место |
| ---- | ------ | ------- | --------------- | ----- | ----- |
| 2013 | 9 647  | 5,10 %  | 3 из 63         | новая | 6-е   |
| 2016 | 27 449 | 14,5 %  | 10 из 63        | 7 ▲   | 3-е   |
| 2017 | 18 051 | 9,2 %   | 6 из 63         | 4 ▼   | 3-е   |
| 2021 |        | 8,6 %   | 6 из 63         | 0     | 6-е   |
| 2024 |        | 3,0 %   | 0 из 63         | 6 ▼   | 8-е   |